# 席尼喇嘛

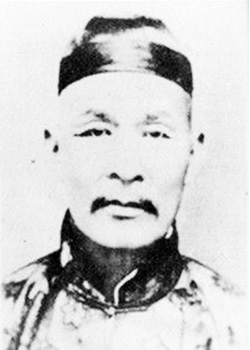
席尼喇嘛

席尼喇嘛（1866年—1929年2月11日），本名乌力吉吉尔嘎拉，蒙古族，清末内札薩克蒙古伊克昭盟鄂尔多斯右翼前旗（今內蒙古自治區烏審旗）人。清末民初鄂爾多斯独贵龙运动领导人，内蒙古人民革命军将领。

## 生平
席尼喇嘛幼年为牧主放牛。1881年，他在乌审旗札萨克贝勒府服役。1889年，他任该府笔帖式。1905年，他因为同情乌审旗独贵龙运动而辞去笔帖式职务。1907年，他出家当喇嘛，参加独贵龙运动。1912年，他在乌审旗组织了11个“独贵龙”，反抗乌审旗札萨克贝勒察克都尔色楞出卖旗地、官差和杂税。当时他被人称为席尼喇嘛（蒙古语“新式喇嘛”之意）。1915年，他在海溜图庙设立独贵龙总部，宣布停止所有官差和徭役。北洋政府蒙藏院、宁夏护军使公署和伊克昭盟盟长被迫将乌审旗札萨克贝勒察克都尔色楞革职。北洋政府公布称：“乌审旗札萨克贝勒察克都尔色楞，抚育无方，以致蒙众思乱，成立‘独贵龙’作乱，理合革除该札萨克及其贝勒职衔，以示惩戒。”
1917年5月，参与“独贵龙”的群众杀害了原札萨克察克都尔色楞的福晋娜仁格日勒。此后，乌审旗管旗章京旺楚克拉布丹向北洋政府蒙藏院和伊克昭盟盟长控告称，席尼喇嘛“誓盟结党，组织‘独贵龙’，破坏法规，谋杀福晋，抗交官差，逼迫札萨克弃职逃匿”。北洋政府遂命宁夏护军使马福祥和伊克昭盟盟长联衔通缉乌勒吉吉尔格勒（席尼喇嘛），并派军队镇压独贵龙运动。1917年夏，席尼喇嘛被捕之后，参与“独贵龙”的群众向乌审旗札萨克贝勒府申明：
吾等为共求有水以饮，有地放牧之法规；要求严惩奸狡贪婪之徒，摆脱苦难，故同心合意，组织‘独贵龙’，同声伸怨……并非乌力吉吉尔格勒一人为首率领吾等组织‘独贵龙’
1918年，乌审旗新任札萨克贝勒特古斯阿木古朗和本旗章京旺楚克拉布丹、纳旺敖力布、宝音朝克等人结拜，之后向新任伊克昭盟盟长、达拉特旗札萨克逊布尔巴图指控席尼喇嘛杀害娜仁格日勒。

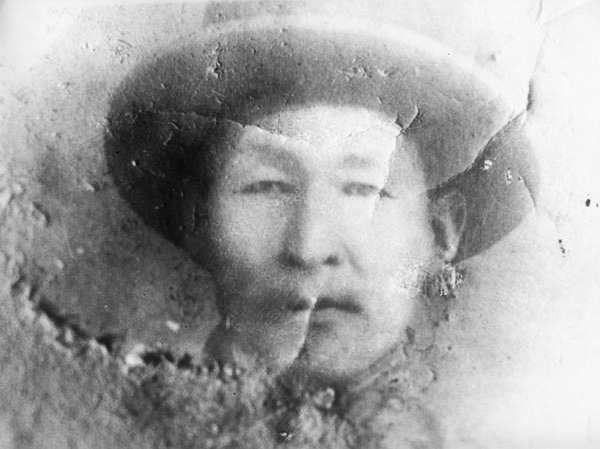
烏力吉吉爾嘎拉

1918年12月7日，“七十安达独贵龙”再次向乌审旗和伊克昭盟衙门提出诉讼状，控告乌审旗有坏人“拉帮结派，招兵买马，挥霍本旗财产，欺凌牧民百姓……他们的所作所为，完全违背了新庙判决的基本原则，若不立即制止，除以其人之道还治其人之身外，别无他法。”伊克昭盟盟长、达拉特旗札萨克逊布尔巴图未理会该诉讼状，而且声言“清除乌审旗的荒诞怪事和阴谋诡计。”1919年6月，逊布尔巴图派该旗协理台吉玛希德力格尔为首的官吏到乌审旗嘎鲁图庙会盟，准备重审福晋娜仁格日勒被害案。席尼喇嘛等独贵龙运动领导人和参与者来到嘎鲁图庙后，即被玛希德力格尔指派达拉特旗塔并庙金巴喇嘛为联络员布置逮捕。后经刑讯逼供，席尼喇嘛等人坚决不交待是谁杀害了娜仁格日勒。其后大部分被捕人员被释放，席尼喇嘛、明楚克拉布、乌力吉巴图、拉达那希德等数人被作为首犯押往伊克昭盟盟府关押。其后，协理台吉朝格图敖其尔和管旗章京那顺巴图通过收买玛希德力格尔，1918年9月底，席尼喇嘛被判为“独贵龙”首犯处以八十斤枷号，其他人均被释放。刑满后，席尼喇嘛将被遣送回原籍，“交该佐（苏木）各户轮流严加管束”。席尼喇嘛的家产归乌审旗衙门所有。
1920年，席尼喇嘛经“独贵龙”的营救而逃亡到北京，隐居雍和宫4年。1924年，他到蒙古人民共和国考察，并加入了蒙古人民革命党。1925年，他归国后，参加了内蒙古人民革命党成立大会，并当选该党中央候补执行委员。1926年，他回到乌审旗，组建内蒙古人民革命党组织，并且组建了内蒙古人民革命军第12团，任团长。1927年，他率部推翻乌审旗王公的统治，建立了公会，作为人民政权。此后两年多内，他和乌审旗王公以及陕北军阀井岳秀不断进行战斗。
1929年2月，他被叛徒杀害。享年63岁。